# 앵커링
앵커링(anchoring, 정박 효과)이란 행동경제학의 용어로서, 협상 테이블에서 처음 언급된 조건에 얽매여 크게 벗어나지 못하는 효과를 의미한다. 다시 말해서, 최초 습득한 정보에 몰입하여, 새로운 정보를 수용하지 않거나, 이를 부분적으로만 수정(Anchoring and Adjustment)하는 행통 특성을 말한다.
  행태 재무학(Behavioral Finance)에서 말하는 투자자의 비합리적인 행태 중 경험 의존적 오류(Heuristic-Bias)의 일종으로, 주식투자에서 다뤄지는 이론이다.

## 같이 보기
- 협상
- 확증 편향
- 편승 효과
- 프레이밍 효과 (심리학)